# Liste der Biografien/Monn
Liste der Biografien |
Portal Biografien |
Personensuche
# |
A |
B |
C |
D |
E |
F |
G |
H |
I |
J |
K |
L |
M |
N |
O |
P |
Q |
R |
S |
T |
U |
V |
W |
X |
Y |
Z |
?
 
Ma |
Mb |
Mc |
Md |
Me |
Mf |
Mg |
Mh |
Mi |
Mj |
Mk |
Ml |
Mm |
Mn |
Mo |
Mp |
Mq |
Mr |
Ms |
Mt |
Mu |
Mv |
Mw |
Mx |
My |
Mz
 
Moa |
Mob |
Moc |
Mod |
Moe |
Mof |
Mog |
Moh |
Moi |
Moj |
Mok |
Mol |
Mom |
Mon |
Moo |
Mop |
Moq |
Mor |
Mos |
Mot |
Mou |
Mov |
Mow |
Mox |
Moy |
Moz
 
Mona |
Monb |
Monc |
Mond |
Mone |
Monf |
Mong |
Monh |
Moni |
Monj |
Monk |
Monl |
Monm |
Monn |
Mono |
Monr |
Mons |
Mont |
Monu |
Monv |
Mony |
Monz
Die Liste der Biografien führt alle Personen auf, die in der deutschsprachigen Wikipedia einen Artikel haben. Dieses ist eine Teilliste mit 95 Einträgen von Personen, deren Namen mit den Buchstaben „Monn“ beginnt.

## Monn
- Monn, Anthony (* 1944), deutscher Sänger, Komponist und Musikproduzent
- Monn, Matthias Georg (1717–1750), österreichischer Komponist, Organist und Musikpädagoge
- Monn, Ursela (* 1950), deutsch-schweizerische Schauspielerin, Hörspielsprecherin und SängerinUrsela Monn (* 1950)

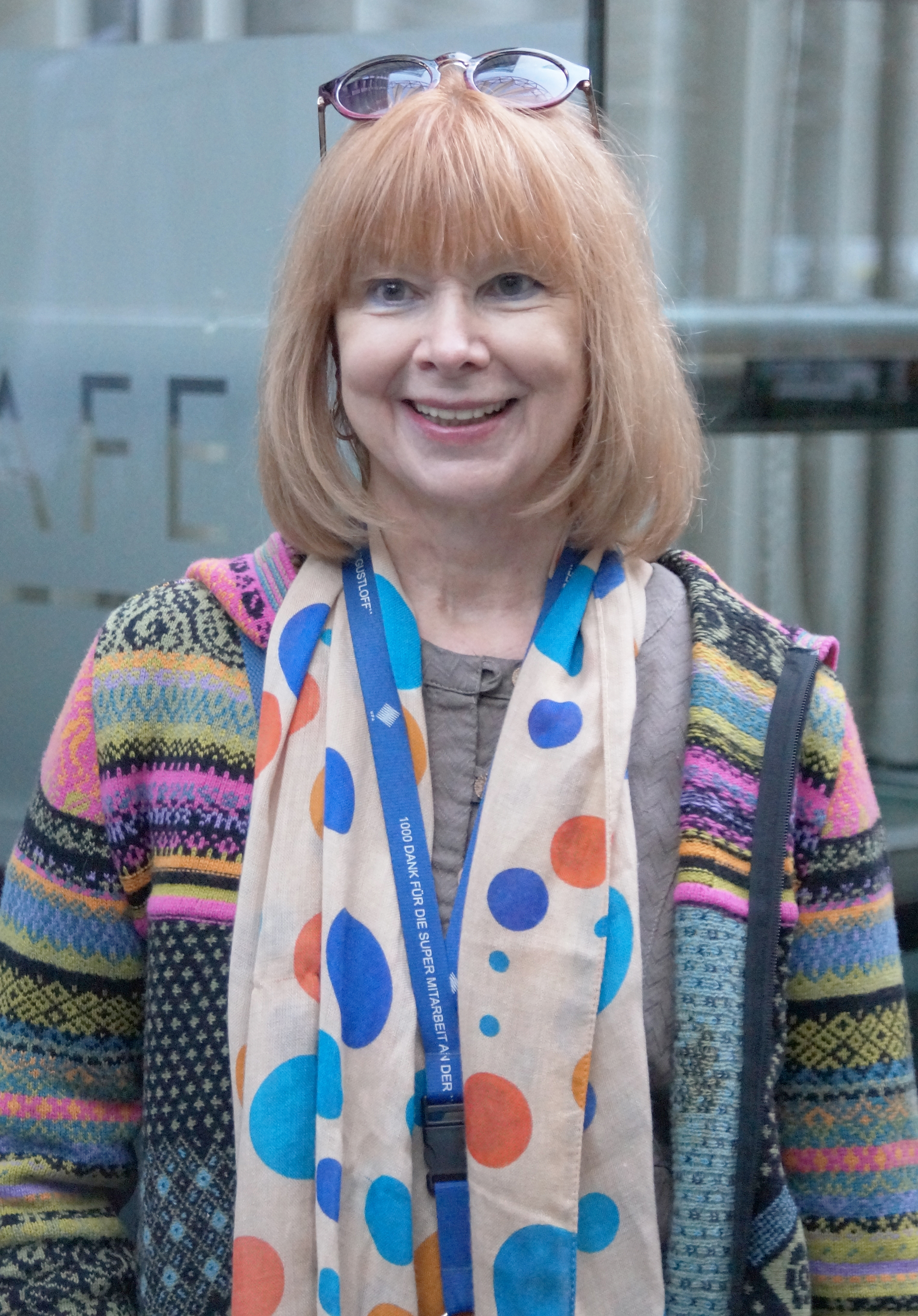
Ursela Monn (* 1950)

- Monn, Vigeli (* 1965), Schweizer römisch-katholischer Ordenspriester und Abt des Klosters Disentis

### Monna
- Monna, Antonie Frans (1909–1995), niederländischer Mathematikhistoriker
- Monna, Paolo (* 1998), italienischer Sportschütze
- Monnard, Berta (1875–1966), deutsche Schauspielerin bei Bühne und Film
- Monnard, Bobby (1901–1973), französischer Eishockeyspieler
- Monnard, Charles (1790–1865), Schweizer Historiker, Politiker, Schriftsteller und Hochschullehrer
- Monnard, Jean-François (* 1941), Schweizer Dirigent und Generalmusikdirektor
- Monnard, Jon (* 1989), Schweizer Schriftsteller
- Monnard, Lina Phoebe (1906–1986), deutsche Schauspielerin

### Monnb
- Monnberg, Björn (* 1971), finnischer Handballspieler

### Monne
- Monné, Joan (* 1968), spanischer Jazzmusiker (Piano, Komposition)
- Monne, Tsiu (* 1962), lesothischer Boxer
- Monnehay, Max (* 1981), französische Schriftstellerin
- Monner, Àlex (* 1995), spanischer Schauspieler, Filmschaffender und Synchronsprecher
- Monner, Basilius († 1566), deutscher Rechtswissenschaftler
- Monnerais, Cyrille (* 1983), französischer Radrennfahrer
- Monnerat, Jules (1820–1898), Schweizer Hoteldirektor, Unternehmer und Politiker
- Monnerat, Roger (* 1949), Schweizer Journalist und Schriftsteller
- Monnereau, Bernard (1935–2019), französischer Ruderer
- Monneret, Georges (1908–1983), französischer Motorrad- und Autorennfahrer
- Monneret, Pierre (1931–2010), französischer Motorradrennfahrer
- Monnerjahn, Engelbert (1922–1997), deutscher Ordenspriester und Philosophiehistoriker
- Monnerjahn, Rolf (* 1942), deutscher Lehrer, didaktischer Autor und E-Learning-Pionier
- Monnerjahn, Rudolf (1934–2021), deutscher Jurist und Politiker (SPD), MdBB
- Monneron, Augustin (1756–1824), französischer Unternehmer, Politiker und Bankier
- Monneron, Frédéric (1813–1837), französischsprachiger Schweizer Schriftsteller
- Monneron, Louis (1742–1805), Unternehmer, Bevollmächtigter Frankreichs auf Sri Lanka, Deputierter der französischen Nationalversammlung
- Monnerot, Jules (1909–1995), französischer Philosoph und Soziologe
- Monnerville, Gaston (1897–1991), französischer Anwalt, Politiker, Mitglied der Abgeordnetenkammer und des Senats, Verfassungsrichter
- Monness, Reba (1911–1980), amerikanische Tischtennisspielerin
- Monnet, Alexandre (1812–1849), französischer Bischof der römisch-katholischen Kirche und Generaloberer der Spiritaner
- Monnet, Antoine-Grimald (1734–1817), französischer Geologe
- Monnet, Carole (* 2001), französische Tennisspielerin
- Monnet, Caroline (* 1985), kanadische Filmregisseurin und Bildhauerin
- Monnet, Jean (1888–1979), französischer Staatsmann und PolitikerJean Monnet (1888–1979)

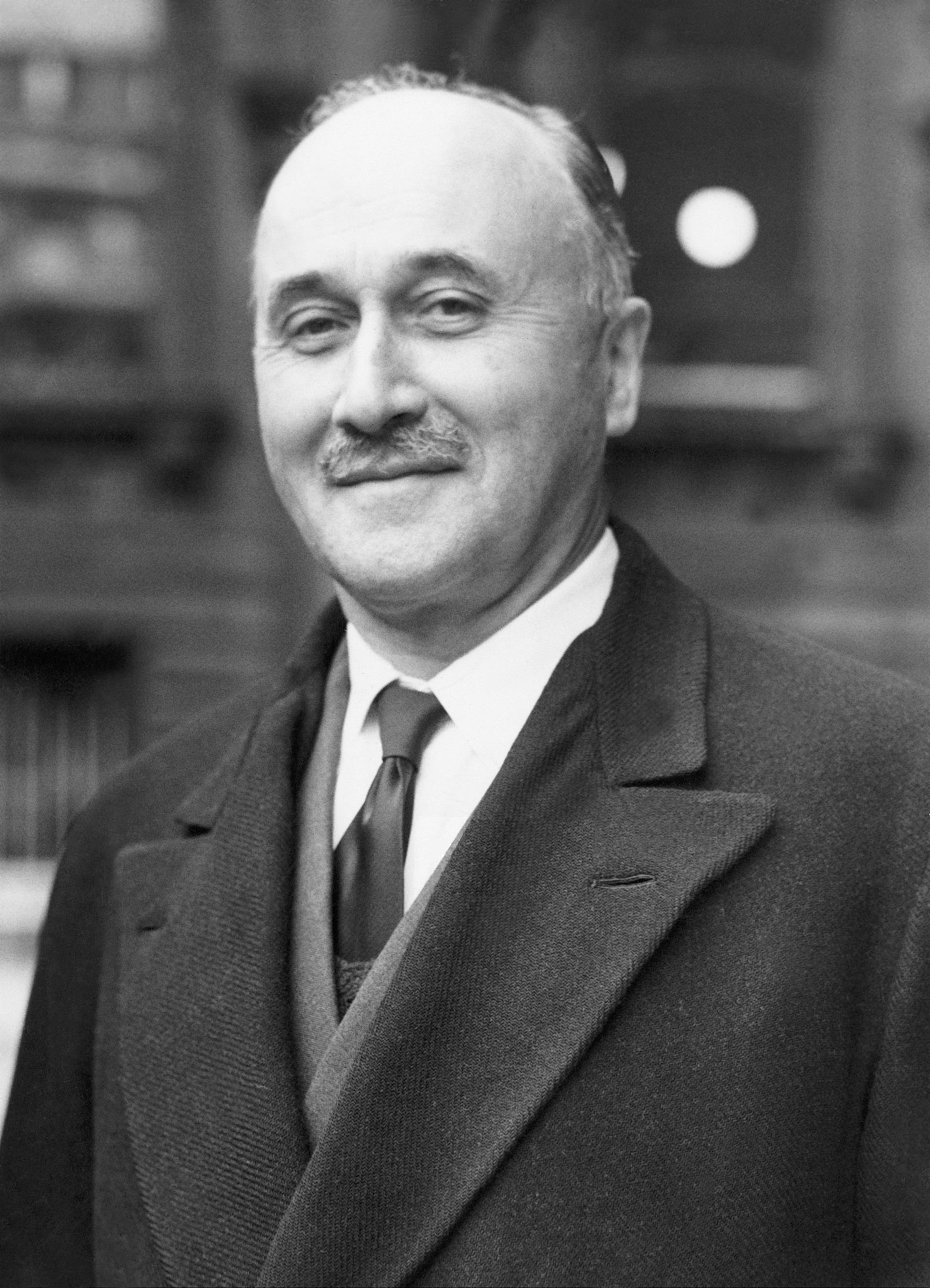
Jean Monnet (1888–1979)

- Monnet, Pierre (* 1963), französischer Historiker
- Monnet, Thibaut (* 1982), Schweizer Eishockeyspieler
- Monnet-Paquet, Kévin (* 1988), französischer Fußballspieler
- Monnett, Frank S. (1857–1953), US-amerikanischer Jurist und Politiker
- Monnette, John (* 1982), US-amerikanischer Pokerspieler
- Monney, Alexis (* 2000), Schweizer Skirennfahrer
- Monney, Safia (* 1979), deutsch-französische Schauspielerin und Autorin

### Monni
- Mönnich, Bernhard Friedrich (1741–1800), deutscher Mathematiker und Naturwissenschaftler
- Mönnich, Horst (1918–2014), deutscher Schriftsteller
- Mönnich, Johannes (* 1997), deutscher Volleyballspieler
- Mönnich, Michael (* 1959), deutscher Bibliothekar, Apotheker und stellvertretender Direktor der Bibliothek des Karlsruher Instituts für Technologie
- Mönnich, Rudolf (1854–1922), deutscher Architekt und preußischer Baubeamter
- Mönnich, Wilhelm Bernhard (1799–1868), deutscher Herausgeber und Schulleiter
- Monnickendam, Martin (1874–1943), niederländischer Maler und Zeichner
- Monnickes, Geertruid († 1452), Ordensfrau im Kloster Diepenveen
- Monnier, Adrienne (1892–1955), französische Buchhändlerin und Verlegerin
- Monnier, André (1926–2023), französischer Skispringer
- Monnier, Blanche (1849–1913), Französin, die rund 25 Jahre von ihrer Familie eingesperrt worden warBlanche Monnier (1849–1913)

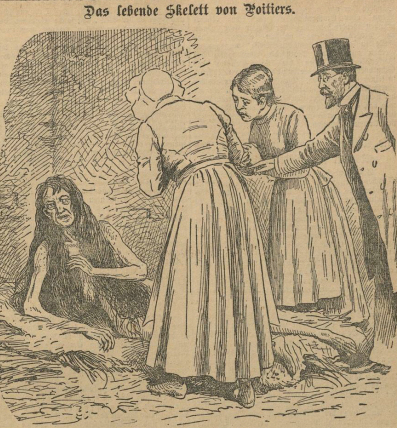
Blanche Monnier (1849–1913)

- Monnier, Henry (1799–1877), französischer Autor, Theaterschriftsteller, Schauspieler, Zeichner, Illustrator und Karikaturist
- Monnier, Jean (1924–1995), französischer Skispringer
- Monnier, Jean-Charles (1758–1816), französischer General der Infanterie
- Monnier, Jean-Pierre (1921–1997), Schweizer Schriftsteller
- Monnier, Léon (1883–1969), französischer Hochspringer
- Monnier, Marc (1827–1885), Schweizer Schriftsteller
- Monnier, Marion (* 1979), französische Filmeditorin
- Monnier, Mathilde (* 1959), französische zeitgenössische Tänzerin und Choreografin
- Monnier, Paul (1907–1982), Schweizer Maler
- Monnier, Philippe (1864–1911), Schweizer Journalist und Schriftsteller
- Monnier, Thyde (1887–1967), französische Schriftstellerin
- Monnier, Valentine (* 1956), französische Schauspielerin, Model und Fotografin
- Mönnig, Hans-Ulrich (* 1943), deutscher Bauingenieur
- Mönnig, Hermann Otto (1897–1978), südafrikanischer Zoologe, Tierarzt, Parasitologe und Hochschullehrer an der Universität Pretoria
- Mönnig, Hugo (1864–1950), deutscher Politiker
- Monnig, Oscar (1902–1999), US-amerikanischer Geschäftsmann, Amateurastronom und Meteoritenkundler
- Mönnig, Peter (* 1955), deutscher Bildhauer
- Mönnig, Richard (1903–1980), deutscher Publizist
- Mönnigmann, Petra (1924–1976), deutsche Lehrerin und Gründerin des Ordens „Dienerinnen der Armen“
- Monnik, Peter, Ratsschreiber der Hansestadt Lübeck
- Monnikendam, Ies (1885–1942), niederländischer Schauspieler und Opfer des Holocausts
- Monnin, Ambroise (1738–1807), Schweizer Prämonstratenserabt
- Mönning, Antje (* 1977), deutsche Schauspielerin, Produzentin und FilmkomponistinAntje Mönning (* 1977)

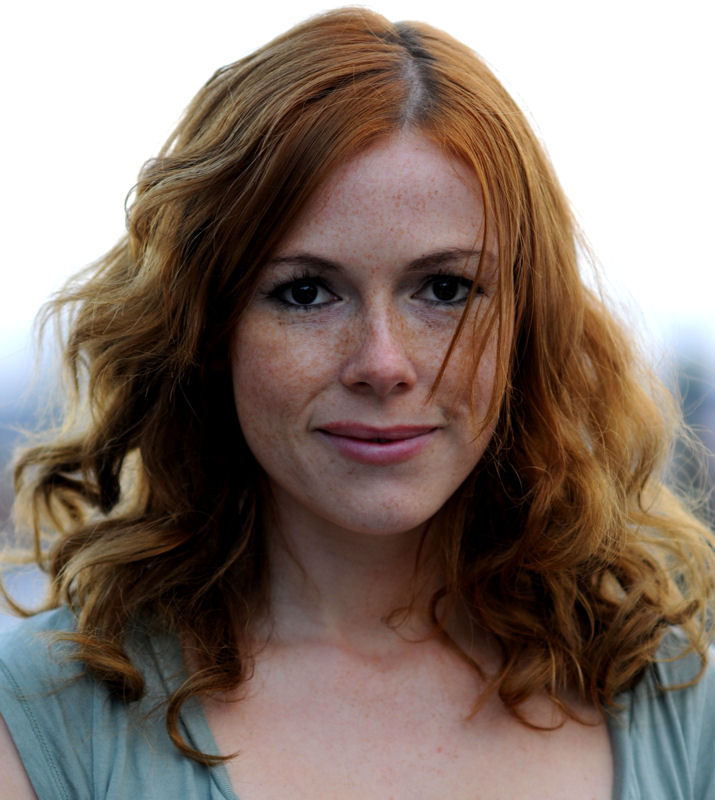
Antje Mönning (* 1977)

- Mönning, Rolf-Dieter (* 1948), deutscher Rechtsanwalt
- Mönninger, Josef (1919–2017), deutscher katholischer Geistlicher im Bistum Fulda
- Mönninger, Michael (* 1958), deutscher Journalist, Architekturkritiker und Hochschullehrer
- Mönninghoff, Hans (* 1950), deutscher Politiker (Die Grünen), MdL
- Mönninghoff, Mathis (* 1992), deutscher Basketballspieler
- Monnington, Walter Thomas (1902–1976), britischer Maler und Kunstpädagoge
- Monniot, Christophe (* 1970), französischer Jazzmusiker (Saxophone, Komposition)

### Monno
- Monnō (1700–1763), japanischer Mönch und Gelehrter
- Monno, Johannes (* 1968), deutscher Musiker und Hochschullehrer (Gitarre)
- Monnot, Amandine (* 2002), französische Tennisspielerin
- Monnot, Henri, französischer Segler
- Monnot, Jean-Baptiste (* 1984), französischer Organist
- Monnot, Marguerite (1903–1961), französische Komponistin und Konzertpianistin
- Monnot, Pierre-Étienne (1657–1733), französischer barocker Bildhauer
- Monnoyer, Antoine (1677–1747), französischer Blumen- und Stilllebenmaler
- Monnoyer, Jean-Baptiste († 1699), französischer Blumen- und Stilllebenmaler